# Argopleura
Az Argopleura  a sugarasúszójú halak (Actinopterygii) osztályába, a pontylazacalakúak (Characiformes) rendjébe a pontylazacfélék (Characidae) családjába tartozó nem.

## Rendszerezés
A nembe az alábbi 4 faj tartozik:
- Argopleura chocoensis
- Argopleura conventus
- Argopleura diquensis
- Argopleura magdalenensis